# Dan Seymour
Dan Seymour, född 22 februari 1915 i Chicago, Illinois, död 25 maj 1993 i Santa Monica, Kalifornien, var en amerikansk skådespelare. Seymour medverkade bland annat flitigt som birollsaktör i Fritz Langs Hollywoodfilmer.

## Filmografi, urval
- 1941 – Han kom om natten (ej krediterad)
- 1942 – Casablanca (ej krediterad)
- 1944 – Att ha och inte ha
- 1945 – Som hemlig agent
- 1946 – En natt i Casablanca
- 1946 – Dolken och kappan
- 1948 – Stormvarning utfärdad
- 1948 – Våld i mörker
- 1951 – Blå slöjan
- 1952 – De laglösas näste
- 1953 – Polishämnaren
- 1956 – Falskt alibi
- 1973 – Våra bästa år
- 1975 – Den äventyrliga flykten